# The Wood Nymph (film 1915)
The Wood Nymph è un cortometraggio muto del 1915 diretto da E.H. Calvert. Il soggetto è tratto da una storia di Eleanor Talbot Kinkead che, dal 1913 al 1918, scrisse alcuni soggetti per il cinema che vennero utilizzati da diversi studi.

## Produzione
Il film fu prodotto dalla Essanay Film Manufacturing Company.

## Distribuzione
Distribuito dalla General Film Company, il film - un cortometraggio in due bobine - uscì nelle sale cinematografiche statunitensi il 19 marzo 1915. Viene citato in Moving Picture World del 13 marzo 1915.